# Simpson Tower
 (mai 2023).
The Simpson Tower est un gratte-ciel de 144 mètres de hauteur construit en 1968 à Toronto au Canada dans le quartier du Eaton Centre. Il est le siège des bureaux de la Compagnie de la Baie d'Hudson.
Le bâtiment qui comprend 33 étages a été conçu par l'architecte John B. Parkin.